# Acanthobasidium delicatum
 Acanthobasidium delicatum  ist eine Pilzart aus der Familie der Schichtpilzverwandten (Stereaceae). Der Pilz hat sehr kleine, nur wenige Millimeter große, unauffällige, resupinate Fruchtkörper, die auf Sauergräsern und Schilf wachsen.

## Merkmale
Die kleinen, dünnen und zarten, resuspinaten Fruchtkörper überziehen als ovale Platten ohne deutlich abgesetzten Rand das Substrat. Die Textur ist pulvrig und das Hymenophor weißlich oder blass rosa. Das Hyphensystem ist monomitisch aber nur undeutlich erkennbar, da große Mengen von rhombischen Kristallen in das Hyphengeflecht eingelagert sind. Nahezu alle Septen haben Schnallen. Die Acanthohyphidien sind gerundet oder birnenförmig, das obere Ende wirkt bürstenartig und erinnert an die Cheilozystiden von einigen Mycenaarten. Auch Gloeozystiden sind möglicherweise vorhanden, sie sind gewunden und nur schwer von den unreifen Basidien zu unterscheiden. Die Basidien sind ziemlich zylindrisch bis urnen- oder ampullenförmig und messen 25–30 × 10–11 µm. Sie sind etwas zusammengezogen und haben besonders in der Mitte stachelartige Auswüchse (Protuberanzen). Sie tragen vier pfriemförmige, 8–9 µm lange Sterigmen. Die dicht und feinstachelig ornamentierten und elliptischen Basidiosporen messen 13–15 × 7–8 µm. Sie sind auf der Innenseite eingedrückt und haben einen schmalen, schräg abstehenden Apiculus.

## Artabgrenzung
Sehr ähnlich ist Acanthobasidium phragmitis, der ebenfalls auf abgestorbenen Schilfblättern und Kräutern wächst. Diese Art hat aber größere Basidiosporen und keine Acanthohyphiden.

## Ökologie und Verbreitung
Die Fruchtkörper wachsen auf den abgestorbenen Blättern von verschiedenen Sauergräsern wie Binsenschneide und Hängesegge. Die Art wurde in Deutschland, Frankreich und England nachgewiesen.

## Systematik
Die Art wurde 1952 erstmals von E.M. Wakefield als Aleurodiscus delicatus beschrieben. 1967 stellte Parmasto sie in die heute als polyphyletisch erkannte Gattung Acanthophysium, bevor sie Oberwinkler aufgrund ihrer Basidienmorphologie zur Typusart seine neu definierten Gattung Acanthobasidium machte. Allerdings vergaß er dabei einen Verweis auf die Originalveröffentlichung des Basionyms, sodass die Art nach Artikel 33.4 des ICBN nicht gültig veröffentlicht war. Das wurde schließlich 1979 durch Jülich nachgeholt.

## Bedeutung
Der winzige Pilz ist kein Speisepilz.